# Đani Kovač
Đani Kovač (Perth, 13. veljače 1939.), hrvatski atletičar. Natjecao se za Jugoslaviju.
Natjecao se na Olimpijskim igrama 1960. u štafetnoj utrci 4 x 400 metara, a nastupio je u polufinalu. Na OI 1964. nastupio je u prednatjecanju u utrci na 400 metara.
Bio je član splitskog ASK-a, zagrebačkog Dinama i beogradskog Partizana.